# علاج بالصدمة الكهربائية
علاج بالصّدمات الكهربائيّة ويسمى أيضا العلاج بالرجة الكهربائية هو أحد أنواع العلاج غير الدوائي المستعملة في علاج بعض الأمراض النفسية وخاصة الاكتئاب. يعتمد فكرة العلاج على تحفيز صناعي لحالة الصرع بواسطة تمرير تيار كهربائي خارجي إلى خلايا الدماغ ولايعرف لحد هذا اليوم الأسلوب الدقيق الذي يسلكه هذا التحفيز في تحسين أعراض الكآبة علما أن هناك الكثير من النظريات حول هذا الأمر إلى ان أيا منها لم تستطع بشكل قاطع ان تفسر كيفية تأثير التيار الكهربائي الخارجي في تحسين أعراض الكآبة. تم التوصل إلى اكتشاف فعالية هذه الطريقة بالصدفة بعد أن لوحظ تحسن في المزاج بعد نوبة الصرع في الأشخاص الذين كانوا يعانون من مرض الصرع إضافة إلى الكآبة وبدأ التفكير في تحفيز حالة الصرع بصورة اصطناعية لعلاج الكآبة في الثلاثينيات.
كان العلاج بالصّدمات الكهربائيّة يستخدم في السابق لعلاج مرض انفصام الشخصية إضافة إلى الكآبة ولكن التجارب أثبتت أن الرجة الكهربائية ليست لها أي دور علاجي لمرض انفصام الشخصية وفي الوقت الحالي يستعمل الصدمة الكهربائية في علاج الحالات التالية:
- الكآبة الشديدة التي لم تتحسن بالعلاج الدوائي والعلاج النفسي.
- الكآبة الشديدة المصحوبة بأفكار جدية بالأنتحار حيث لايمكن الانتظار فترة طويلة لبدأ مفعول الأدوية التي عادة تستغرق 4 - 6 اسابيع.
- لتحسين اعراض الابتهاج غير الطبيعي في مرض تعكر المزاج الثنائي القطب للسيطرة السريعة على تصرفات قد تعرض حياة المريض أو المحيطين به إلى خطر نتيجة التصرفات الطائشة للمريض.
- حالات الكآبة الشديدة التي لايمكن استعمال الأدوية المضادة للكآبة بسبب أضرارها الجانبية منها على سبيل المثال الأم الحاملة في الشهور الأولى حيث يعتبر العلاج بالصّدمات الكهربائيّة أفضل من الأدوية التي تكون عادة ذات تاثير سيئ على الجنين.
- حالات ما يسمى بالتشمع حيث يفقد المريض لأسباب نفسية القدرة على الحركة أو يتشمع في مكانه لساعات طويلة بدون أية حركة أو استجابة لاي تحفيز خارجي ويحدث هذا في بعض أنواع انفصام الشخصية والكآبة الشديدة.

تتم تحفيز الصرع الأصطناعي عادة بأمرار ما مقداره 0.9 أمبير من التيار الكهربائي من خلال اسلاك مربوطة بجبهة المريض ويعتمد اختيار الجهة (اليمنى أو اليسرى) حسب الجهة المهيمنة في حركة الأطراف ويستعمل عادة الجهة اليمنى من الصدغ في الأشخاص الذي يستعملون اليد اليمنى لان نصف الدماغ الأيمن يسيطر عادة على حركات الجزء الأيسر من الجسم. بعد تمرير هذه الكمية من التيار الكهربائي خلال انسجة الدماغ يمر الشخص بحالة تقلص شديد لجميع العضلات في الجسم لمدة عدة ثوانى لتبدأ بعدها نوبة الصرع التي هي عبارة عن اهتزازات شديدة لجميع اطراف الجسم هذا ان لم تستعمل مواد التخدير العام الذي يحول دون حصول هذه المرحلة علما ان استعمال مواد التخدير العام يستعمل الآن في معظم دول العالم وتجعل عملية تقلص العضلات اقل حدة.
من أهم الأعراض الجانبية لهذا النوع من العلاج هو فقدان الذاكرة لفترة قصيرة لأحداث جرت قبل وبعد الصدمة الكهربائية بدقائق أو ساعات وفي حوالي ثلث الأشخاص تكون الفترة أطول لأحداث جرت قبل أشهر والعرض الجانبي الأخر هو شعور بألم في العضلات نتيجة التقلصات الشديدة. المانع الوحيد علميا من استعمال هذا النوع من العلاج هو وجود ارتفاع في الضغط الداخلي للدماغ نتيجة الأورام على سبيل المثال.
للعلاج تاثير ايجابي وسريع في ما يقارب 70% من المصابين بالكآبة وهناك جدل كثير حول الأضرار الجانبية لهذا النوع من العلاج الذي يعتبره البعض علاجا وحشيا ولكن العلاج يستخدم لحد الآن في أكثر الدول تقدما من الناحية الطبية.

## المبادئ التوجيهية للعلاج
الخبراء يختلفون حول ما إذا كان العلاج بالصدمات الكهربائية هو مناسب كعلاج الخط الأول أو إذا كان يجب أن تكون حكرا على المرضى الذين لم يستجيبوا للتدخلات أخرى مثل الأدوية والعلاج النفسي.
و الرابطة الأمريكية للطب النفسي المبادئ التوجيهية تعطي المؤشرات الأولية عن العلاج بالصدمات الكهربائية بين المرضى الذين يعانون من الاكتئاب ونقص في الاستجابة، أو التعصب، المضادة للاكتئاب الأدوية؛ استجابة جيدة إلى العلاج بالصدمات الكهربائية السابقة، والحاجة إلى استجابة سريعة وقاطعة (على سبيل المثال بسبب هوس أو خطر الانتحار). قرار استخدام العلاج بالصدمات الكهربائية يعتمد على عدة عوامل، بما في ذلك شدة والإزمان من الاكتئاب، واحتمال أن العلاجات البديلة لن تكون فعالة، وتفضيل المريض والقدرة على الموافقة، وتزن المخاطر والمنافع.
بعض المبادئ التوجيهية يوصي العلاج السلوكي المعرفي أو غيرها من العلاج النفسي قبل يستخدم العلاج بالصدمات الكهربائية. ومع ذلك، ويعرف على نطاق واسع مقاومة العلاج وعدم الاستجابة العلاجية لاثنين من العقاقير المضادة للاكتئاب بجرعات كافية لمدة كافية وجيدة مع الامتثال. الدول أنه في بعض الأحيان سوف المرضى يفضلون تلقي العلاج بالصدمات الكهربائية على العلاجات البديلة، ولكن عادة العكس سوف يكون عليه الحال.
الدولة المبادئ التوجيهية أن العلاج بالصدمات الكهربائية الاكتئاب الشديد مع ميزات نفسية والهذيان المحموم، أو جامود هي الظروف التي يوجد فيها توافق واضح لصالح العلاج بالصدمات الكهربائية في وقت مبكر. في المملكة المتحدة 'ق المعهد الوطني للصحة والتفوق السريري توصي المبادئ التوجيهية العلاج بالصدمات الكهربائية لمرضى الاكتئاب الشديد، جامود، أو لفترات طويلة أو شديدة الهوس. إلا أنها لم تنصح باستخدام العلاج بالصدمات الكهربائية كعلاج في مرض الاكتئاب بأنه «فوائد على المدى الطويل والمخاطر... لم تثبت بشكل واضح». ونظرا لنقص البيانات، والمبادئ التوجيهية لمعاملة أي توصية العلاج محدث للصيانة أو استخدام منع الانتكاس العلاج بالصدمات الكهربائية. لعام المبادئ التوجيهية دعم استخدام العلاج بالصدمات الكهربائية لمنع الانتكاس.
المبادئ التوجيهية القول بأن العلاج بالصدمات الكهربائية ونادرا ما يستخدم العلاج بالصدمات الكهربائية كعلاج الخط الأول لفصام الشخصية ولكنه يعتبر غير ناجحة بعد العلاج بالأدوية المضادة للذهان، ويمكن أيضا أن ينظر في علاج المرضى الذين يعانون من فصام أو فصامي اضطراب. المبادئ التوجيهية العلاج بالصدمات الكهربائية لا ننصح العلاج بالصدمات الكهربائية لفصام الشخصية، وقد أيد ذلك عن طريق التحليل التلوي لم يثبت فائدة أو قليلا مقابل الغفل، أو بالاشتراك مع المضادة للذهان المخدرات، بما في ذلك كلوزابين.
لطيفة 2003 المبادئ التوجيهية الدولة ان الأطباء يجب توخي الحذر بشكل خاص عند النظر في العلاج بالصدمات الكهربائية لعلاج النساء الحوامل وكبار السن أو أصغر سنا، لأنهم قد يكونون أكثر عرضة للمضاعفات مع العلاج بالصدمات الكهربائية.
المبادئ التوجيهية لعام 2001 ويقول أن العلاج بالصدمات الكهربائية العلاج بالصدمات الكهربائية قد يكون أكثر أمانا من العلاجات البديلة في المسنين العجزة وأثناء فترة الحمل، والاكتئاب
المبادئ التوجيهية وذكر أن الأدب يعتمد على سلامة للأم والجنين، وكذلك فعالية خلال فترة الحمل.

## الخصائص غير السريرية
نحو 70 في المئة من المرضى هم من النساء وهذا تقريبا بسبب كونها امرأة للخطر مرتين من الاكتئاب. المرضى الأغنياء أقدم وأكثر من ذلك هي أيضا أكثر عرضة لتلقي العلاج بالصدمات الكهربائية. هو استخدام العلاج بالصدمات الكهربائية «خفضت بشكل ملحوظ بالنسبة للأقليات العرقية.»

## تأثير المدة
العلاج بالصدمات الكهربائية من تلقاء نفسه لا يملك عادة فائدة مستدامة. نصف أولئك الذين يحولون الانتكاس ثم في غضون ستة أشهر. هذا هو مماثل لمعدل الانتكاس بعد وقف الدواء المضاد للاكتئاب، وهي وظيفة من شدة المعتادة والإزمان الموجودة من قبل المرض بدلا من العلاج بالصدمات الكهربائية نفسها. هو خفض معدل الانتكاس في الأشهر الستة الأولى من خلال استخدام الأدوية أو العلاج بالصدمات الكهربائية أخرى، ولكن لا يزال مرتفعا.

## احتمال التعافي
في عام 1999 الولايات المتحدة الجراح العام موجز ل تقرير حول الصحة العقلية للرأي الطب النفسي في ذلك الوقت حول فعالية العلاج بالصدمات الكهربائية. وذكر أن كلا من التجارب السريرية والدراسات التي نشرت قد قرر أن تكون فعالة العلاج بالصدمات الكهربائية (بمتوسط 60 إلى 70 بالمائة مغفرة معدل) في علاج الاكتئاب الحاد، وبعض الحاد ذهانية الدول، والهوس. لم أثبت فعاليته في اكتئاب، تعاطي المخدرات، القلق، أو اضطراب في الشخصية. وذكر التقرير أن العلاج بالصدمات الكهربائية لا يكون لها تأثير على المدى الطويل وقائية ضد الانتحار، وينبغي اعتبار العلاج على المدى القصير للحلقة الحادة من المرض، على أن تليها العلاج استمرار في شكل العلاج من تعاطي المخدرات أو العلاج بالصدمات الكهربائية في مزيد الأسبوعية لفترات شهرية.
في عام 2004، كبيرة متعددة المراكز السريرية متابعة الدراسة من مرضى العلاج بالصدمات الكهربائية في نيويورك، التي تصف نفسها بأنها وثائق منهجية الأول من فعالية العلاج بالصدمات الكهربائية في الممارسة المجتمعية في سنة 65 من معدلاتها مغفرة وجدت من استخدام سوى 30 إلى 47 في المئة، مع 64 في المئة من تلك الانتكاس في غضون ستة أشهر. ومع ذلك، عند المرضى الذين يعانون من شارك في المهووسين اضطرابات الشخصية، أو الذين يعانون من اضطراب فصامي عاطفي ارتفعت معدلات الشفاء أزيلت من التحليل، إلى 60-70 ٪.

## درجة الفعالية
وخلصت جميع المراجعات المنهجية المنشورة للأدب أن العلاج بالصدمات الكهربائية هو فعال في علاج الاكتئاب. في عام 2003، نشرت العلاج بالصدمات الكهربائية في المملكة المتحدة مراجعة مجموعة مراجعة منهجية وتحليل تلوي، مقارنة مع الدواء الوهمي العلاج بالصدمات الكهربائية والأدوية المضادة للاكتئاب. أظهر هذا التحليل التلوي حجم تأثير كبير للعلاج الوهمي مقابل العلاج بالصدمات الكهربائية، ومقابل العقاقير المضادة للاكتئاب. وفي عام 2006، والبحث النفسي كولن ألف روس استعرضت التجارب بالغفل واحدة تلو الأخرى، ووجدت أنه لا توجد دراسة واحدة أظهرت كبير الفرق بين الحقيقي والوهمي العلاج بالصدمات الكهربائية في شهر واحد بعد انتهاء العلاج. الدكتور روس كان شديد الانتقاد للآراء الأخرى المنشورة، والتي خلصت إلى أن العلاج بالصدمات الكهربائية وفعالة، وروس قال إن هذه الاستعراضات في كثير من الأحيان تعتمد بالدرجة الأولى على الدراسات التي لم تكن بالغفل. ومع ذلك، وتحليل الدكتور روس لا تشمل الإحصائية التوليف على النقيض من التلوي تحليلية أجريت كذلك الأدلة التي قدمها فريق الاستعراض العلاج بالصدمات الكهربائية في المملكة المتحدة في عام 2003.
في 2010 استعراض الدراسات التي تسيطر عليها وهمي واقرأ وجدت لإعطاء العلاج بالصدمات الكهربائية استرداد أعلى قليلا / لمعدلات الشفاء الشام العلاج بالصدمات الكهربائية خلال فترة العلاج ولكن معدلات متساوية على المتابعة بعد العلاج استنتاجاتهم هي كما يلي: «وبالنظر إلى أدلة قوية على استمرار وبالنسبة لبعض الخلل، دائم في الدماغ، والدليل في المقام الأول في شكل من أشكال فقدان الذاكرة إلى الوراء وتقدمي، ودليلا على وجود مخاطر طفيفة ولكنها هامة زادت من الموت، والتكاليف والمنافع العلاج بالصدمات الكهربائية لتحليل فقيرة إلى الحد الذي يمكن استخدامه لا يمكن تبريره علميا.»

## المداواة التجريبية ذات الصلة
حققت البحوث التي أجريت مؤخرا سواء زرع أجهزة يمكن أن تؤدي إلى تحسينات السريرية للمرضى الذين يعانون من مقاومة للعلاج الاكتئاب. ومع ذلك، في أمريكا الشمالية، لم DBS على النحو المأذون به للعلاج، وافق فعالة لعلاج الاكتئاب

## الاعراض الجانبية
بغض النظر عن الآثار في المخ، والمخاطر العامة المادية مماثلة لتلك التي وجيزة التخدير العام، وتقرير الولايات المتحدة الجراح العام يقول أن هناك «لا صحة مطلقا موانع» لاستخدامه.
العلاج الفوري بعد الآثار الضارة الأكثر شيوعا هي الارتباك وفقدان الذاكرة. حالة من الارتباك وعادة ما يختفي بعد بضع ساعات. يمكن السكوت عليه من قبل النساء الحوامل الذين لا يعانون مضاعفات كبيرة. ويمكن استخدامه مع مرضى السكري أو البدانة، وبحذر في هذه السرطانات التي هي في مغفرة أو تحت السيطرة. ويمكن استخدامه في بعض المرضى المناعة. ويجب استخدامها بحذر لدى المصابين بالصرع أو اضطرابات عصبية أخرى بسبب بطبيعته فإنه يثير توتري، الارتجاجية الصغيرة والمضبوطات، وذلك من غير المحتمل أن تعطى لشخص الصرع ليس جيدا للرقابة.
بعض المرضى تجربة وجع العضلات بعد العلاج بالصدمات الكهربائية. هذا هو نتيجة لإرخاء العضلات يعطى خلال إجراءات ونادرا ما يرجع نشاط العضلات. معدل الوفيات بسبب العلاج بالصدمات الكهربائية هو حوالي 4 لكل 100,000

## تأثيرات على الذاكرة
فمن المفترض من آثار الصدمات الكهربائية على الذاكرة طويلة المدى التي تثير الكثير من القلق المحيطة استخدامها.
ويمكن للآثار الحادة من العلاج بالصدمات الكهربائية وتشمل فقدان الذاكرة، على حد سواء إلى الوراء (لأحداث وقعت قبل العلاج) وتقدمي (ل أحداث وقعت بعد العلاج).
ومع ذلك، لم يدم طويلا في الغالبية العظمى من هذه الآثار. فقدان الذاكرة والارتباك وأكثر وضوحا مع التنسيب الكهربائي الثنائية بدلا من جانب واحد، والتي عفا عليها الزمن مع شرط لا الموجة وجيزة بدلا من النبض التيارات الغالبية العظمى من العلاج الحديثة يستخدم نبض التيارات وجيزة.
البحوث قد دلت على أن أسباب الإفراط في المزيد من المخاطر الحالية لفقدان الذاكرة، واستخدام حق التنسيب من جانب القطب قد يقلل من اضطراب الذاكرة اللفظية.
فقدان الذاكرة إلى الوراء أكثر وضوحا لأحداث وقعت في الأسابيع أو الأشهر قبل العلاج، مع دراسة واحدة تبين أنه بالرغم من أن بعض الناس يفقدون ذكريات من السنوات السابقة على العلاج والتعافي من مثل هذه الذكريات كان «كاملة تقريبا» من قبل سبعة أشهر بعد العلاج، مع الخسارة الوحيدة التي تحمل ذكريات في الأسابيع والأشهر التي سبقت العلاج.
فقدان الذاكرة تقدمي يقتصر عادة إلى وقت للعلاج نفسه أو بعد ذلك بوقت قصير. في الأسابيع والأشهر التي تلت العلاج بالصدمات الكهربائية لهذه المشاكل تدريجيا تحسين الذاكرة، ولكن بعض الناس لديهم الخسائر المستمرة، وخصوصا مع العلاج بالصدمات الكهربائية الثنائية. واحد مراجعة نشرت ملخصا لنتائج الاستبيانات حول فقدان الذاكرة الذاتية وجدت أن ما بين 29% و 55 يعتقد% من المستطلعين انهم شهدوا تغيرا الذاكرة طويلة الأمد أو دائمة. وفي عام 2000، الطبيب النفسي الأمريكي وزملائه وجدوا أن المرضى العلاج بالصدمات الكهربائية الثنائية اليسار مع استمرار ضعف الذاكرة أكثر من المناسبات العامة بالمقارنة مع العلاج بالصدمات الكهربائية
وقد وجدت بعض الدراسات أن المرضى الذين غالبا ما يجهل العجز المعرفي الناجم عن العلاج بالصدمات الكهربائية. على سبيل المثال، في حزيران 2008، دراسة في جامعة ديوك نشرت تقييم الآثار النفسية العصبية والمواقف في المرضى بعد العلاج بالصدمات الكهربائية. وشارك ستة وأربعين مريضا في الدراسة، التي شملت الاختبارات النفسية العصبية والنفسية قبل وبعد العلاج بالصدمات الكهربائية. دراسة موثقة الإدراكي كبيرة بعد العلاج بالصدمات الكهربائية على مجموعة متنوعة من اختبارات الذاكرة، بما في ذلك «الذاكرة اللفظية لقوائم الكلمات والمقاطع النثرية والذاكرة البصرية للتصاميم الهندسية.» وجدت الدراسة أيضا أن عددا كبيرا من المرضى يعتقدون أن ذاكرتهم تحسنت بعد العلاج بالصدمات الكهربائية على الرغم من حقيقة أن التجارب العصبية أظهرت بوضوح عكس ذلك. كما ذكر الباحثون، «في الواقع، كان هناك اتجاه طفيف نحو [التقارير المرضى] تحسين أداء الذاكرة، على الرغم من البيانات تشير إلى اعتراف العصبية الهدف أقل من ذلك بكثير، ونذكر تأخر». بناء على نتائجها، وأصدر كتاب التوصية التالية:
وقال «عندما يتم توفير العلاج بالصدمات الكهربائية للمراهقين، ينبغي مناقشة الآثار المحتملة للتغيرات المعرفية من هذا القبيل مع المرضى وآبائهم أو أولياء أمورهم من حيث آثارها على سير المريض ليس فقط عاطفية ولكن الأداء المعرفي وكذلك، لا سيما على الأداء الأكاديمي له أو لها وباختصار، فإننا نرى أنه ينبغي بذل الفرد تحليل التكاليف والمنافع في ضوء الآثار المترتبة على الفوائد المحتملة مقابل تكاليف العلاج بالصدمات الكهربائية على تحسين أدائها وتأثيرها العاطفي أن التغيرات المحتملة قد تكون الذاكرة في العالم الحقيقي الأداء وجودة الحياة.»
يوصف شديدة فقدان الذاكرة من العلاج بالصدمات الكهربائية في كتاب السيرة الذاتية، اطباء الخداع: ماذا هم لا يريدون لك ان تعرف عن العلاج بالصدمة.

## الجدل حول الآثار الطويلة الأمد على الإدراك العام
وفقا لباحث بارز هارولد، «على الرغم من أكثر من خمسين سنة من الاستخدام السريري والجدل الدائر»، حتى عام 2007 كان هناك «لم تكن على نطاق واسع، دراسة استطلاعية للآثار المعرفي العلاج بالصدمات الكهربائية.» وفي هذا الحادية من أي وقت مضى على نطاق واسع الدراسة (347 شخص)، وزملائه وجدوا أن ما لا يقل عن بعض أشكال (تطبيق الثنائية هي التي عفا عليها الزمن والتيارات شرط لا الموجة) من العلاج بالصدمات الكهربائية «روتينية [لاي]» تؤدي إلى «الآثار السلبية المعرفي،» بما في ذلك العجز المعرفي العالمي وفقدان الذاكرة، والتي تستمر لمدة تصل إلى ستة أشهر بعد العلاج، مشيرة إلى أن العجز الناجم قد تكون دائمة. وحذر أيضا من الكتاب أن نتائجها لم توح بأن العلاج بالصدمات الكهربائية اليمين من جانب واحد لا يؤدي أيضا إلى المزمنة العجز المعرفي. ومع ذلك، فإن العديد من القيود وتشمل هذه الدراسة عدم وجود مجموعة مراقبة الاكتئاب مقارنة مع التي تسوس الذاكرة أكثر من 6 أشهر. قياس الذاكرة الشخصية المستخدمة، وكولومبيا متعلق بسيرة المرء الذاتية القصيرة نموذج غير قادرة على إظهار تحسن الذاكرة، مع العشرات في متابعة وأعرب كنسبة مئوية من خط الأساس.
ويمكن رؤية هارولد في ترسب شريط فيديو كان لفترة وجيزة مناقشة النتائج التي توصلت إليها هذه الدراسة، والسبب، في رأيه، ان دراسات سابقة فشلت في العثور على أدلة على ضرر طويل الأجل من العلاج بالصدمات الكهربائية، «الحقل نفسه لم يكن حقا فرصة لإجراء مناقشة حول المرضى الذين لديهم شكاوى من فقدان الذاكرة على المدى الطويل.» في هذا الفيديو كليب يكشف أيضا أن العلاج بالصدمات الكهربائية في مؤتمر كاليفورنيا مع 200 الممارسين الحاضر، عندما شملهم الاستطلاع عما إذا كانوا يعتقدون العلاج بالصدمات الكهربائية يمكن أن يؤدي إلى العجز المعرفي المزمن، وثلثي رفعوا أيديهم. يقول ان ذلك «يشكل لحظة فاصلة تقريبا عن الميدان»، وكان «أول مرة علنا أن الحقل نفسه وقال» لا«للموقف أنه لا يمكن أن يحدث.»
في تموز 2007، نشرت دراسة ثانية وخلصت إلى أن العلاج بالصدمات الكهربائية يؤدي إلى عجز كبير عادة مزمنة، والمعرفية، وكانت لا تقتصر النتائج على أي أشكال معينة من العلاج بالصدمات الكهربائية.
إن الدراسة، التي يقودها طبيب نفساني غليندا MacQueen والزملاء، وجدت أن التعامل مع المرضى العلاج بالصدمات الكهربائية لاضطراب ثنائي القطب تظهر عجز ملحوظ عبر المجالات المعرفية المتعددة. ووفقا للباحثين، "أما الأشخاص الذين تلقوا العلاج بالصدمات الكهربائية بعد مزيد من الانخفاض على مجموعة متنوعة من التعلم، واختبارات الذاكرة مقارنة مع المرضى الذين يعانون من أي ECT الماضية. وهذا لا يمكن أن تكون درجة ضعف الدولة استأثرت به المرض في وقت التقييم أو عبء المرض بواسطة الفرق بين الماضي مجموعات المرضى ". على الرغم من نتائج العجز المزمن العالمية والمعرفية في مرحلة ما بعد العلاج بالصدمات الكهربائية المرضى والزملاء تشير إلى أنه "من غير المحتمل أن مثل هذه النتائج، حتى لو تأكد ذلك سيغير كثيرا من نسبة المخاطر والمنافع من هذا العلاج فعال بشكل ملحوظ." بعد ستة أشهر من نشر الدراسة توثيق الروتينية، وفقدان الذاكرة على المدى الطويل بعد العلاج بالصدمات الكهربائية، الباحث البارز ماكس فينك نشرت في مجلة مراجعة علم النفس الجسدي وخلصت إلى أن شكاوى المريض من فقدان الذاكرة بعد العلاج بالصدمات الكهربائية هي "نادرة"، وينبغي تكون "التي توصف بأنها اضطرابات الجسدية، وليس دليلا على تلف في الدماغ، ويستدعي بالتالي العلاج النفسي لمثل هذه الاضطرابات. " واستنادا إلى النتائج التي توصل إليها، يوحي بأن فينك، "بدلا من تأييد هذه التقارير بوصفها نتيجة مباشرة العلاج بالصدمات الكهربائية، وخاصة في المرضى الذين تم شفاؤهم من مرض الاكتئاب بهم، خسر مسعاهم الانتحارية، وحسنت الأداء الاجتماعي، أليس من الأجدى لقبول الشكوى واضطراب جسدي الشكل، واستكشاف الأساس في تاريخ الفرد والخبرات، وتقديم العلاج داعمة ملائمة ؟
يستعرض أحدث من الأدب وغيرها من المواد لا يزال يتسم بها العلاج بالصدمات الكهربائية على أنها آمنة وفعالة.
على سبيل المثال، والبرتغالية، في يونيو 2009 نشر الباحثون مراجعة بشأن سلامة وفعالية العلاج بالصدمات الكهربائية في مقال بعنوان العلاج الكهربائي: الخرافات والأدلة وفي استعراضها، وخلص الباحثون إلى أن العلاج بالصدمات الكهربائية هو العلاج الحياة «فعالة وآمنة وحتى الادخار لعدة اضطرابات نفسية». في عام 2008، نشر باحثون ييل استعراضا بشأن سلامة وفعالية من العلاج بالصدمات الكهربائية في المرضى المسنين. ووفقا لكتاب «العلاج بالصدمات الكهربائية راسخة كعلاج آمن وفعال لاضطرابات نفسية عديدة». وفي مقال نشر في يونيو حزيران 2009 نشرت في مجلة العلاج بالصدمات الكهربائية، والباحثين الإيرانيين نلاحظ أنه، «على الرغم من توافق واسع حول سلامة وفعالية من العلاج بالصدمة الكهربائية (ECT)، فإنه لا يزال يواجه الدعاية السلبية والمواقف السلبية للمرضى وأسرهم.»
الطبيب النفسي بيتر Breggin، رئيس تحرير مجلة علم النفس والطب النفسي الإنسان الأخلاقية، وهو منتقد بارز من العلاج بالصدمات الكهربائية الذي يعتقد أن الإجراء آمن ولا فعالة. في مقالة نشرت استعراض نتائج دراسة أجريت عام 2007 هارولد Sackeim في عن الآثار المعرفية العلاج بالصدمات الكهربائية، Breggin تتهم ماكس فينك وغيره من الباحثين الموالية للECT وجود تاريخ «تغطي بشكل منهجي بجمع الأضرار التي لحقت الملايين من المرضى [العلاج بالصدمات الكهربائية] في جميع أنحاء العالم.» انه لا يتفق مع الموقف القائل بأن النتائج التي توصلت إليها العجز العالمي المزمنة والمعرفي ينبغي أن يكون له تأثير على نسبة المخاطر والمنافع من العلاج بالصدمات الكهربائية، وقال انه يعتقد انه من المهم لمواجهة «الأثر الفعلي لهذه الخسائر على حياة المرضى الفردية». في قسم من ورقته المعنونة تدمير حياة الناس، والدكتور Breggin يكتب، «وحتى عندما اصيب هؤلاء الناس يمكن أن تستمر في العمل على أساس الاجتماعية سطحية، وبالرغم من ذلك أنهم يعانون من الدمار هوياتهم نظرا لطمس الجوانب الرئيسية في حياتهم الشخصية. فقدان القدرة على الاحتفاظ بها وتعلم المواد الجديدة ليست فقط مهينة ومحبطة ولكن أيضا تعطيل، وحتى عندما خفية نسبيا، وهذه الأنشطة يمكن أن تعطل الأنشطة الروتينية لائق.»
في دراسة نشرت في عام 2004 في مجلة الصحة النفسية وذكرت أن العلاج بالصدمات الكهربائية أدى ذكرت 35-42% من المرضى ردا على الاستبيان في فقدان الذكاء. كما أفادت الدراسة، «ليس هناك تداخل بين الدراسات السريرية والمستهلك على مسألة المنافع.»
الأطباء الخداع: ماذا هم لا يريدون منك أن تعرف علاج الصدمة تقارير قبل وبعد اختبار الذكاء من الأشخاص الذين يتلقون العلاج بالصدمات الكهربائية، بما في ذلك المؤلف، والتي تظهر خسائر 30 نقطة إلى 40.
مقالة رأي في الاونة الأخيرة من قبل الطبيب النفسي العصبي وطبيب نفسي في دبلن تقترح أن تقدم المرضى الذين يعانون من مشاكل العلاج بالصدمات الكهربائية المعرفية التالية ECT شكلا من أشكال إعادة التأهيل الإدراكي. يقول المؤلفان أن فشل في محاولة لإعادة تأهيل المرضى قد تكون مسؤولة جزئيا عن صورة سلبية للجمهور من العلاج بالصدمات الكهربائية. هذه المادة على ما يخمن جوانب التأهيل من هذا القبيل قد تكون مفيدة، ودون مراجعة ما كتب حول وجودها أو عدم وجود.

## التأثير على بنية الدماغ
جدل كبير حول وجود آثار الصدمات الكهربائية على أنسجة المخ على الرغم من أن عددا من جمعيات الصحة العقلية، بما في ذلك الرابطة الأمريكية للطب النفسي، وخلص إلى أنه ليس هناك أي دليل على أن العلاج بالصدمات الكهربائية الأسباب الهيكلية تلف في الدماغ. تقرير من قبل الولايات المتحدة الدول الجراح العام، «لم تكن ويخشى أن يؤدي العلاج بالصدمات الكهربائية الإجمالي الهيكلي أمراض الدماغ التي تدعمها عقود من البحوث المنهجية السليمة في كل من البشر والحيوانات». ومع ذلك، فإن كلمة «جسيمة» هي مرادف لل الرئيسية، وترك المجال مفتوحا للتلف في الدماغ الحقيقية التي الجراح الأمريكي العام يعتبر طفيفة. ومع ذلك، ليس كل الخبراء يتفقون على أن العلاج بالصدمات الكهربائية لا يسبب تلفا في المخ، ونشرت دراستين منذ عام 2007 وجدت أن ما لا يقل عن بعض أشكال العلاج بالصدمات الكهربائية قد يؤدي إلى والإلحاح على نطاق واسع، ضعف معمم المعرفية، الأمر الذي قد يدعم المزاعم بأن العلاج بالصدمات الكهربائية يسبب تلفا في المخ.
وابرز المنتقدين من العلاج بالصدمات الكهربائية، الطبيب النفسي بيتر Breggin ونشرت الكتب والمراجعات الصحافية للأدب ترمي إلى إظهار أن العلاج بالصدمات الكهربائية يسبب تلفا في المخ بشكل روتيني كما يتضح من لائحة كبيرة من الدراسات في البشر والحيوانات. وعلى وجه الخصوص، يؤكد الدكتور Breggin وقد أظهرت الدراسات أن الحيوان والتشريح البشري الذي يسبب العلاج بالصدمات الكهربائية بشكل روتيني " نزيف تحديد نطاق واسع ومتناثرة موت الخلية. ووفقا للدكتور Breggin، فإن مهمة قوة أبا تقرير عام 1990 على العلاج بالصدمات الكهربائية تجاهل الكثير من الأدبيات العلمية لافتا إلى الآثار السلبية العلاج بالصدمات الكهربائية. على سبيل المثال، في عام 1952 هانز Hartelius التي أجريت ونشرت دراسة أجريت على الحيوانات على القطط بعنوان التغييرات دماغي بعد التشنجات المستحثة كهربائيا فيه مزدوجة التعمية الفحص المجهري علم الأمراض أظهرت أنه كان من الممكن التمييز بين الحيوانات 8 صدمت من الحيوانات غير صدمت مع 8 ملحوظة دقة استنادا إلى التغيرات الهيكلية ذات دلالة إحصائية في الدماغ، بما في ذلك التغيرات جدار الوعاء الدموي، دباق، وتغييرات في الخلية العصبية. بناء على الكشف عن خلايا الظل و، أن هناك ضرر لا رجعة فيه الخلايا العصبية المرتبطة بالصدمات الكهربائية.
ويرى المؤيدون أن إضافة والصقل في الأسلوب في السنوات الثلاثين الماضية جعلها آمنة العلاج بالصدمات الكهربائية، وأغلبية من الاستعراضات التي نشرت في العقود الأخيرة قد انعكس هذا الموقف. وفي عام 2004 دراسة تهدف إلى تقييم ما إذا كانت التقنيات الحديثة في العلاج بالصدمات الكهربائية يؤدي لتلف في الدماغ التي يمكن تحديدها، وخضع twelve القرود الكهربائية يوميا لمدة ستة أسابيع في ظل ظروف تهدف إلى محاكاة العلاج بالصدمات الكهربائية الإنسان ؛ تمت التضحية ثم الحيوانات وتمت مقارنة أدمغة القرود التي تمر بها لتخدير وحدها. ووفقا للباحثين، «لم يظهر أي من القرود العلاج بالصدمات الكهربائية لمعاملة نتائج مرضية». وهناك دراسات على الحيوانات مؤخرا أن وثقت كبيرة تلف في الدماغ بعد سلسلة الكهربائية. على سبيل المثال، في عام 2005، والباحثين الروسية نشرت دراسة بعنوان الصدمة الكهربائي يقنع الموت الخلية العصبية في قرن آمون الماوس: من الارتباط مع تنكس عصبي نشاط المتشنجة. في هذه الدراسة، وجد الباحثون أنه بعد سلسلة الكهربائية، وكانت هناك خسارة كبيرة من الخلايا العصبية في أجزاء من الدماغ، وبخاصة في مناطق محددة من الحصين حيث قتل ما يصل إلى 10% من الخلايا العصبية. وخلص الباحثون إلى ان «السبب الرئيسي للوفاة هو التشنجات العصبية التي حركها الصدمات الكهربائية.» وفي عام 2008، والباحثين البرتغالية إجراء دراسة تهدف إلى الإجابة على الفئران في مسألة ما إذا كانت سلسلة الكهربائية يسبب تغيرات هيكلية في أجزاء من الدماغ الضعيفة. ووفقا للمؤلفين، «هذه الدراسة الإجابة إيجابيا على مسألة ما إذا كانت الإدارة المتكرر يمكن أن يسبب النوبات ECS آفات الدماغ. بياناتنا تتسق مع النتائج من النماذج الحيوانية الأخرى ومن الدراسات التي تبين أن الإنسان في الخلايا العصبية الموجودة في الأنفية الداخلية والقشرة في نقير التلفيف المسنن معرضة بشكل خاص لنوبات متكررة». ومع ذلك، فإنها مسألة تطبيق البحوث الخاصة بها فيما يتعلق العلاج الكهربائي في البشر: «حدث مهم التحذير من النتائج التي حققناها هي أنه من غير الواضح إلى أي مدى كانت ذات صلة إلى استخدام العلاج بالصدمة الكهربائية في الطب النفسي، وذلك لأن العاملين في البروتوكول هذه الدراسة تختلف عن تلك المستخدمة سريريا شواهد من دراسات سابقة (Gombos وآخرون، [1999] ؛. فيديا وآخرون، [1999]). ومن التجارب الرائدة لدينا تشير إلى أن علاج الفئران إما مع 09:55 متباعدة ECS (في 24 -- أو 48 ساعة جداول) أو مع اثنين من التحفيز فقط 2 ساعة بعيدا لا تؤدي إلى فقدان الخلايا العصبية قرن آمون».
أنصار العديد من الخبراء يؤكدون أن العلاج بالصدمات الكهربائية هذا الإجراء هو آمن ولا يسبب تلفا في المخ. الدكتور تشارلز كيلنر، وهو باحث بارز العلاج بالصدمات الكهربائية ورئيس تحرير سابق ل مجلة العلاج بالصدمات الكهربائية الدول في مقابلة نشرت مؤخرا ان «هناك عددا من الدراسات المصممة جيدا أن تظهر العلاج بالصدمات الكهربائية لا يسبب تلفا في المخ وتقارير العديد من المرضى الذين وقد تلقى عدد كبير من العلاجات على حياتهم وعانوا أي مشاكل كبيرة بسبب العلاج بالصدمات الكهربائية.» د. كيلنر يستشهد خصيصا لدراسة ترمي إلى إظهار عدم وجود ضعف الإدراك في ثماني مواد بعد أكثر من 100 علاج بالصدمات الكهربائية العمر. وأحد واضعي الدراسة المذكورة، هارولد Sackeim، نشرت دراسة واسعة النطاق أقل من شهر بعد هذه المقابلة الختامية أن هذا النوع من العلاج بالصدمات الكهربائية المستخدمة في ثمانية مرضى يتلقون العلاج في عمر 100، موجة جيبية الثنائية، ويؤدي إلى العجز العالمي بشكل روتيني مستمر والمعرفي [ 43 ] (نوقشت أعلاه). الدكتور كيلنر تنص على أنه «بدلا من تلف في الدماغ سبب، ليس هناك أدلة على أن العلاج بالصدمات الكهربائية قد عكس بعض الآثار المدمرة لمرض نفسي خطير.»

## الآثار في فترة الحمل
إذا اتخذت خطوات لتقليل المخاطر المحتملة، ومن المسلم به عموما العلاج بالصدمات الكهربائية لتكون آمنة نسبيا خلال جميع الاثلاث من الحمل، وخاصة عندما بالمقارنة مع العلاجات الدوائية.
إعداد مقترح لالعلاج بالصدمات الكهربائية أثناء الحمل تتضمن فحص الحوض، وقف غير الأساسية مضادة الدواء، الرحم tocodynamometry، الماء في الوريد، والإدارة من nonparticulate مضاد للحموضة. خلال العلاج بالصدمات الكهربائية، والارتفاع من الورك المرأة الحامل الحق والخارجية الرصد القلب الجنين، التنبيب، وتجنب الإفراط في التهوية الموصى بها. ويتألف جزء كبير من الأدبيات الطبية في هذا المجال من دراسات الحالة من حالات الحمل واحدة أو مزدوجة، وعلى الرغم من وذكرت بعض المضاعفات الخطيرة، وقد وجدت غالبية العلاج بالصدمات الكهربائية لتكون آمنة. لم يتم تنفيذ العلاج بالصدمات الكهربائية على الجنين. [ بحاجة لمصدر ]

## الإدارة
المطلوب الموافقة المسبقة قبل بدء العلاج. وأبلغ المرضى حول مخاطر وفوائد هذا الإجراء. وترصد أيضا على بينة من المرضى مخاطر وفوائد العلاجات الأخرى وعدم وجود الإجراء القيام به على الإطلاق. قد اعتمادا على الولاية يلزم على ضرورة المزيد من المدخلات من أصحاب المهن الطبية الأخرى أو العاملين في المهن القانونية. وعادة ما يعطى العلاج بالصدمات الكهربائية على أساس في والمريض. قبل العلاج يعطى المريض مخدر قصير المفعول مثل methohexital، إيتوميدات، أو ثيوبنتال العضلات المرخي مثل الساكساميثونيوم (سكسينيل كولين)، وأحيانا الأتروبين لتثبيط إفراز اللعاب.
يمكن وضعها كل من الأقطاب واحد على نفس الجانب من رأس المريض. هذا هو المعروف باسم العلاج بالصدمات الكهربائية من جانب واحد. ويستخدم العلاج بالصدمات الكهربائية من جانب واحد أول من تقليل الآثار الجانبية (فقدان الذاكرة). عندما يتم وضع أقطاب كهربائية على جانبي الرأس، وهذا هو المعروف باسم العلاج بالصدمات الكهربائية الثنائية. العلاج بالصدمات الكهربائية في bifrontal، وهو الاختلاف من غير المألوف، وموقف القطب الكهربائي في مكان ما بين الثنائية والانفرادية. ويعتقد أن يتسبب في تأثيرات من جانب واحد أقل من المعرفية الثنائية ولكنها تعتبر أقل فعالية. في الولايات المتحدة معظم المرضى الذين يتلقون العلاج بالصدمات الكهربائية الثنائية. في المملكة المتحدة ما يقرب من جميع المرضى يتلقون العلاج بالصدمات الكهربائية الثنائية. الأقطاب تسليم التحفيز الكهربائي. مستويات التحفيز الموصى العلاج بالصدمات الكهربائية والتي تتجاوز الفرد الاستيلاء على عتبة: حوالي واحد ومصادرة مرات عتبة نصف لالعلاج بالصدمات الكهربائية الثنائية ويصل إلى 12 ضعفا عن العلاج بالصدمات الكهربائية من جانب واحد تحت هذه المعالجة مستويات قد لا تكون فعالة على الرغم من مصادرة، في حين جرعات بكثافة فوق مستوى العتبة، وخصوصا مع العلاج بالصدمات الكهربائية الثنائية، وتعريض المرضى لخطر أشد الإدراكي دون مكاسب علاجية إضافية. يتم تحديد عتبة الاستيلاء عن طريق التجربة والخطأ («معايرة الجرعة»). بعض الأطباء النفسيين استخدام معايرة الجرعة، وبعض لا تزال تستخدم «الجرعة الثابتة» (أي، يتم إعطاء جميع المرضى جرعة واحد) وغيرهم من تسوية عن طريق تقدير ما يقرب من عتبة المريض وفقا للسن والجنس. [ 75 ] أقدم الرجال تميل إلى أن تكون أعلى عتبات من النساء الأصغر سنا، لكنها ليست قاعدة الجاد والسريع، وغيرها من العوامل، على سبيل المثال المخدرات، تؤثر على الاستيلاء على عتبة.

## العلاج بالصدمات الكهربائية الآلات
معظم الآلات الحديثة ECT تقديم موجز نبض الحالية، والتي يعتقد أنها تسبب تأثيرات أقل من التيارات المعرفية شرط لا الموجة التي كانت في الأصل تستخدم في العلاج بالصدمات الكهربائية. وهناك أقلية صغيرة من الأطباء النفسيين في الولايات المتحدة لا تزال تستخدم شرط لا الموجة المحفزات. لم يعد يستخدم الموجة جيب في المملكة المتحدة أو أيرلندا. نموذجيا، التحفيز الكهربائية المستخدمة في العلاج بالصدمات الكهربائية هو حوالي 800 مل أمبير، ويصل إلى عدة مئات واط، والتدفقات الحالية لمدة تتراوح بين واحد و6 ثوان. وفي الولايات المتحدة، يتم تصنيع آلات العلاج بالصدمات الكهربائية من قبل اثنين من الشركات، Somatics، التي يملكها ريتشارد أبرامز والأطباء النفسيين شوارتز كونراد، و Mecta. وإدارة الأغذية والعقاقير صنفت الأجهزة المستخدمة لإدارة العلاج بالصدمات الكهربائية والأجهزة الطبية الدرجة الثالثة. الفئة الثالثة هي فئة أعلى للخطر من الأجهزة الطبية. في المملكة المتحدة، واحتكرت لفترة طويلة في السوق لآلات العلاج بالصدمات الكهربائية المحدودة التي رغم أنه في السنوات الأخيرة بدأت بعض المستشفيات باستخدام آلات الأمريكية. تم تعيين المحدودة بنسبة الطبيب النفسي روبرت راسل، الذي جنبا إلى جنب مع زميل له من اللجوء المقاطعات الثلاث، بيدفوردشير، اخترع تقنية الصفحة راسيل من العلاج بالصدمات الكهربائية، مكثفة.

## الاختلافات في الممارسة الدولية
هناك تفاوت كبير في استخدام العلاج بالصدمات الكهربائية بين الدول المختلفة والمستشفيات المختلفة، والأطباء النفسيين مختلفة. الممارسة الدولية تباينا كبيرا من الاستخدام الواسع النطاق للعلاج في العديد من الدول الغربية إلى أقلية صغيرة من البلدان التي لا تستخدم العلاج بالصدمات الكهربائية في كل شيء، مثل وسلوفينيا. المبادئ التوجيهية بشأن استخدام العلاج بالصدمات الكهربائية صارمة في الولايات المتحدة والمملكة المتحدة. ليست دائما تتبع المعايير الحديثة في جميع أنحاء العالم، وليس كل البلدان التي تستخدم العلاج بالصدمات الكهربائية قد كتبت المعايير التقنية. ينصح عالميا استخدام كل من التخدير وإرخاء العضلات في إدارة العلاج بالصدمات الكهربائية. إذا لم يتم استخدام التخدير وإرخاء العضلات يسمى الإجراء معدلة العلاج بالصدمات الكهربائية. في أقلية من البلدان مثل اليابان، الهند، ونيجيريا، ويمكن استخدام العلاج بالصدمات الكهربائية من دون تخدير. وقد دعت منظمة الصحة العالمية لفرض حظر عالمي على العلاج بالصدمات الكهربائية معدلة والموضوع حاليا قيد المناقشة في بلدان مثل الهند. وقد جرت العادة ألغت مؤخرا في تركيا أكبر مستشفى للأمراض النفسية. وثمة صعوبة كبيرة للبلدان النامية في القضاء على العلاج بالصدمات الكهربائية معدلة هو عدم وجود أطباء التخدير المدربين لإدارة الداخلي. وهناك أقلية صغيرة من البلدان تسعى ابدا إلى الموافقة قبل بالإدارة العلاج بالصدمات الكهربائية. هذا التطبيق متفاوتة بشكل كبير من العلاج بالصدمات الكهربائية في جميع أنحاء العالم لا تزال تبذل إجراء العلاج بالصدمات الكهربائية المثير للجدل.
سارة قاعة التقارير «، وواجه العلاج بالصدمات الكهربائية من الصراع بين الأطباء النفسيين الذين أقسم به، والمرضى وبعض عائلات المرضى الذين يقولون التي دمرت حياتهم به، وهو مثير للجدل في بعض الدول الأوروبية مثل هولندا وإيطاليا حيث هناك قيود شديدة استخدامه».

## الولايات المتحدة
في الولايات المتحدة، دراسة استقصائية لممارسة الطب النفسي في أواخر 1980s وجدت أن ما يقدر ب 100000 شخص تلقى العلاج بالصدمات الكهربائية سنويا، مع تفاوت كبير بين المناطق الحضرية الإحصائية. إحصاءات دقيقة عن السياق، وتواتر وظروف العلاج بالصدمات الكهربائية في الولايات المتحدة من الصعب الحصول على فقط لعدد قليل من الدول والإبلاغ القوانين التي تتطلب معالجة مرفق لتزويد سلطات الدولة مع هذه المعلومات. دولة واحدة والتي لا تقرير مثل هذه البيانات ولاية تكساس، حيث في منتصف 1990 كان يستخدم العلاج بالصدمات الكهربائية في حوالي واحد ثلث مرافق الطب النفسي، ونظرا إلى نحو 1650 شخص سنويا. قد انخفض من استخدام العلاج بالصدمات الكهربائية منذ قليلا، في 2000-01 أعطيت العلاج بالصدمات الكهربائية إلى حوالي 1500 شخصا تتراوح أعمارهم بين 16-97 (في ولاية تكساس انه غير قانوني لإعطاء العلاج بالصدمات الكهربائية إلى أي شخص دون السادسة عشرة). هو أكثر شيوعا العلاج بالصدمات الكهربائية في المستشفيات النفسية خاصة من في المستشفيات العامة، وممثلة تمثيلا ناقصا مرضى الأقليات في الإحصاءات العلاج بالصدمات الكهربائية. في الولايات المتحدة، وعادة ما يعطى العلاج بالصدمات الكهربائية ثلاث مرات في الأسبوع، في المملكة المتحدة، وعادة ما يعطى مرتين في الأسبوع. وأحيانا يتم منحها على أساس يومي. دورة تتكون عادة من العلاجات 12/06، ولكن قد يكون أكثر أو أقل. ربما بعد العلاج بالصدمات الكهربائية أثناء إعطاء بعض المرضى استمرار العلاج بالصدمات الكهربائية أو صيانة مع علاجات أخرى على فترات أسبوعية تصدر كل أسبوعين أو شهريا. والأطباء النفسيين القلائل في الولايات المتحدة الأمريكية استخدام متعددة رصد العلاج بالصدمات الكهربائية (MMECT) حيث يتلقى المرضى أكثر من علاج واحد لكل التخدير. العلاج الكهربائي ليس موضوعا المطلوبة في كليات الطب الأمريكية وليس المهارات المطلوبة في مجال التدريب الإقامة للأمراض النفسية. تفضيل لممارسة العلاج بالصدمات الكهربائية في المؤسسات هو خيار المحلية، تنشأ هناك معايير الوطنية لإصدار الشهادات، وهناك حاجة إلى العلاج بالصدمات الكهربائية محددة الخبرات التدريب المستمر لممارسي العلاج بالصدمات الكهربائية.

## المملكة المتحدة
في المملكة المتحدة في عام 1980، تلقى ما يقدر بنحو 50000 شخصا العلاج بالصدمات الكهربائية سنويا، مع استخدام انخفاض مطرد منذ ذلك الحين إلى حوالي 12000 دولار سنويا. لا تزال تستخدم في المستشفيات النفسية كلها تقريبا، مع إجراء مسح لاستخدام العلاج بالصدمات الكهربائية من عام 2002 وجدت أن 71 في المئة من المرضى هم من النساء و 46 في المئة منهم أكثر من 65 سنة من العمر. وكان واحد وثمانون في المئة تشخيص اضطراب المزاج ؛ الفصام وكان التشخيص الأكثر شيوعا المقبل. وعولج ستة عشر في المئة من دون موافقتهم. وفي عام 2003، والمعهد الوطني للامتياز السريري، وهي هيئة حكومية التي أنشئت لتوحيد المعاملة في جميع أنحاء الخدمة الصحية الوطنية في انكلترا وويلز، أصدر توجيهات بشأن استخدام العلاج بالصدمات الكهربائية. وأوصي استخدامه «الوحيد لتحقيق تحسن سريع وقصير الأجل من أعراض حادة بعد محاكمة كافية من خيارات العلاج وقد ثبت عدم فعالية و/ أو عندما تعد شرطا أن يكون ربما تهدد حياتهم في الأشخاص الذين يعانون مرض الاكتئاب الحاد، أو جامود حلقة الهوس لفترة طويلة». وتلقى توجيهات حفل استقبال مختلطة. ورحب من قبل افتتاحية في المجلة الطبية البريطانية ولكن أطلقت الكلية الملكية للأطباء النفسيين نداء ناجحة. والتوجيه نيس، والنقاط الطبية البريطانية افتتاحية مجلة أصل، ما هو إلا بيان سياسة والأطباء النفسيين قد تنحرف من أنه إذا ما يرونه مناسبا. الالتزام بالمعايير لم يكن شاملا في الماضي. مسح لاستخدام العلاج بالصدمات الكهربائية في عام 1980 وجدت أن أكثر من نصف عيادات العلاج بالصدمات الكهربائية فشلت في تحقيق الحد الأدنى من المعايير التي وضعتها الكلية الملكية للأطباء النفسيين، مع دراسة استقصائية في وقت لاحق في عام 1998 وجدت أن تم الالتزام بها إلى حد كبير الحد الأدنى من المعايير، ولكن أن ثلثي من العيادات لايزال قاصرا من المبادئ التوجيهية الحالية، ولا سيما في التدريب والإشراف على الأطباء المبتدئين تشارك في الإجراء. أنشئ برنامج الاعتماد الطوعي، ECTAS، في عام 2004 من الكلية الملكية، ولكن اعتبارا من عام 2006 أقلية فقط من العلاج بالصدمات الكهربائية وقد وقعت العيادات في انكلترا وويلز وأيرلندا الشمالية وجمهورية أيرلندا تصل.

## الهند
قررت وزارة الصحة للاتحاد من الهند في مشروع قانون الرعاية الصحية النفسية من عام 2010 أنها سوف تقوم بإلغاء العلاج بالصدمات الكهربائية المباشرة. وأوصت وزارة الصحة حظرا على الإجراء بالكامل.

## آلية العمل
الهدف من العلاج بالصدمات الكهربائية هو العلاج للحث على رمعي الاستيلاء (النوبة حيث يفقد الشخص وعيه والتشنجات) دائم ما لا يقل عن 15 ثانية. رغم أنه لم يحمل كمية كبيرة من الأبحاث، والآلية الدقيقة لعمل العلاج بالصدمات الكهربائية لا يزال بعيد المنال. الأسباب الرئيسية لذلك هي أنه لا يمكن للعقل البشري أن تدرس مباشرة قبل وبعد العلاج بالصدمات الكهربائية، وبالتالي الاعتماد على العلماء نماذج حيوانية من الاكتئاب والعلاج بالصدمات الكهربائية، مع فرض قيود كبيرة. بينما اعترف نماذج حيوانية لمجرد نموذج جوانب مرض الاكتئاب، العقول البشرية والحيوانية متشابهة جدا على المستوى الجزيئي، مما يتيح دراسة مفصلة عن الآليات الجزيئية التي ينطوي عليها العلاج بالصدمات الكهربائية
هناك مجموعة كبيرة من المطبوعات عن آثار الصدمات الكهربائي (ECS) في الحيوانات. في النماذج الحيوانية من الاكتئاب، لا سيما «المستفادة العجز» و«هزيمة الاجتماعي»، فإن هناك أدلة على تشذيب كثيفة من عادة متشابك الاتصالات في قرن آمون، وهي منطقة غنية متصلة عميقة في الفص الصدغي وهو أمر حيوي في السيطرة على المزاج والذاكرة على حد سواء. وقد تبين ECS لزيادة مستويات عامل التغذية العصبية الدماغي المشتقة (BDNF) وعامل نمو بطانة الأوعية الدموية (VEGF) في حصين القوارض. وهذا عكس الآثار السامة للاكتئاب في هذه المنطقة من الدماغ، وزيادة كلا تشكيل المشبك جديدة وتشكيل خلايا دماغية جديدة (قرن آمون تكوين الخلايا العصبية). وقد لوحظت هذه التأثيرات على حد سواء أن تكون موجودة في الحيوانات المعالجة المضادة للاكتئاب، ولكن كانت ضرورية ولا كافية للاستجابة لمضادات الاكتئاب. العلاج بالصدمات الكهربائية هو محفز أكثر قوة من هذه الآثار من المرونة العصبية مضادات الاكتئاب. كما تم العلاج الكهربائي (ECT) أظهرت زيادة في المصل عامل التغذية العصبية في الدماغ الناجم عن (BDNF) في المرضى الذين يعانون من الاكتئاب المقاوم للدواء. وهذا يشير إلى الجزيئية المشتركة آلية العمل، وإن كان في حاجة إلى مزيد من الدراسة من ذلك بكثير.

## الوضع القانوني

### الموافقة المستنيرة
ومن المعترف به على نطاق واسع دوليا أن الحصول مكتوبا الموافقة المستنيرة من المريض مهم قبل إدارة العلاج بالصدمات الكهربائية. ومنظمة الصحة العالمية في تقريرها لعام 2005 «حقوق الإنسان والتشريعات المنظمة للكتاب من الموارد على الصحة العقلية»، المنشور الدول على وجه التحديد، «ينبغي أن تدار العلاج بالصدمات الكهربائية إلا بعد الحصول على الموافقة المسبقة.»
في الولايات المتحدة، وهذا مذهب يضع التزاما قانونيا على طبيب لجعل المريض على علم: سبب لتلقي العلاج، والمخاطر والفوائد المترتبة على العلاج المقترح، ومخاطر وفوائد العلاج البديل، والمخاطر والفوائد من تلقي أي العلاج. ثم يتم إعطاء المريض الفرصة لقبول أو رفض العلاج. النموذج الدول كم العلاجات الموصى بها وأيضا يجعل المريض يدرك أنه يجوز إلغاء العلاج في أي وقت خلال دورة من العلاج بالصدمات الكهربائية. والجراح العام في تقرير عن الدول للصحة النفسية التي يجب تحذير المرضى من أن فوائد العلاج بالصدمات الكهربائية هي لم تدم طويلا دون علاج استمرار نشط في شكل عقاقير أو العلاج بالصدمات الكهربائية أخرى، وأنه قد يكون هناك بعض المخاطر الدائمة، وفقدان الذاكرة الحاد بعد العلاج بالصدمات الكهربائية. التقرير ينصح الأطباء النفسيين لإشراك المرضى في المناقشة، وربما بمساعدة من منشورات أو أشرطة فيديو، وكلاهما قبل وأثناء دورة من العلاج بالصدمات الكهربائية.
لإثبات ما كان يعتقد أنه ينبغي المطلوبة للوفاء التام لالتزام قانوني للموافقة المسبقة، طبيب نفساني، والعمل لمنظمة مكافحة الطب النفسي، وضعت صورته موافقة الخاصة باستخدام نموذج موافقة المتقدمة والتي سنها المجلس التشريعي وتكساس نموذج. في المملكة المتحدة، من أجل الحصول على الموافقة لتكون صالحة أنها تتطلب تفسيرا في «الخطوط العريضة» لطبيعة الإجراء وآثاره المحتملة. وفي مراجعة واحدة من عام 2005 وجدت أن حوالي نصف فقط من المرضى شعروا انها منحت كافية معلومات عن العلاج بالصدمات الكهربائية وآثاره الضارة ووجدت دراسة أخرى أن حوالي خمسين في المئة من الأطباء النفسيين والممرضات اتفق معهم.
2005 دراسة نشرت في الدورية البريطانية للطب النفسي ووصف وجهات نظر المرضى عن مدى كفاية الموافقة المسبقة قبل العلاج بالصدمات الكهربائية. ووجدت الدراسة أن «حوالي نصف (45-55 ٪) من المرضى وذكرت انها منحت تفسيرا كافيا من العلاج بالصدمات الكهربائية، مما يعني نسبة مماثلة شعرت أنها لم تكن». وذكر الكتاب أيضا:
«ما يقرب من 1 / 3 لا يشعرون بأنهم قد وافقت بحرية إلى العلاج بالصدمات الكهربائية حتى عندما وقعت على استمارة موافقة، وقد زادت نسبة الذين يشعرون أنهم لم يختاروا بحرية لمعالجة الواقع على مر الزمن، وتنشأ نفس المواضيع ما إذا كان المريض قد تلقى العلاج قبل سنة أو قبل 30 سنة، فلا ضمانات ولا الحالية المقترحة للمرضى تكفي لضمان الموافقة المسبقة فيما يتعلق بالعلاج بالصدمات الكهربائية، على الأقل في انكلترا وويلز.»

## العلاج بالصدمات الكهربائية غير الطوعي
إجراءات العلاج بالصدمات الكهربائية غير الطوعي تختلف من بلد لآخر اعتمادا على المحليين قوانين الصحة العقلية. ويلزم اتخاذ إجراءات قانونية في بعض البلدان، بينما في حالات أخرى يعتبر العلاج بالصدمات الكهربائية وشكل آخر من أشكال المعاملة التي قد تعطى كرها طالما لاحظ الشروط القانونية. الكهربائية غير الطوعي يخالف مبدأ الاستقلالية في أخلاقيات مهنة الطب. القول المأثور من الحكم الذاتي هو «Voluntas aegroti الأعل قانونا». هذه المادة تنص على أن إرادة المريض العليا. فإنه يعني أن المريض له الحق في الموافقة على أو رفض العلاج الطبي، مثل العلاج بالصدمات الكهربائية. الأشخاص الذين يعتبرون لا يكون سليم العقل والنظر في العديد من الولايات القضائية عاجزا عن إعطاء موافقة حقيقية. في مثل هذه الحالة، قد تكون سعت للمريض «موافقة»؛ وتنقسم الآراء حول ما إذا كان ينبغي أن يكون هذا القيام به بشكل روتيني، أو ما إذا كان المريض الذي لا المختصة للموافقة على العلاج ينبغي أن تحتفظ بالحق في رفض ذلك.
المواطنين في المجتمعات الغربية في كثير من الأحيان تخضع لإجراءات الطوارئ الطبية عندما أنهم فقدوا القدرة على موافقة (مثل جراحة المخ والأعصاب بعد إصابة في الرأس). في ظل هذه الظروف، لا بد من التقيد بمبادئ benificence وغير الإيذائية إلى.

### الولايات المتحدة
في معظم الولايات في الولايات المتحدة، وهو أمر قضائي بعد جلسة استماع رسمية وهناك حاجة قبل أن يضطر المريض للخضوع لغير الطوعي العلاج بالصدمات الكهربائية. قد تكون ممثلة المرضى عن طريق محام في الجلسة. أوريغون النظام الأساسي المعدل للسماح العلاج بالصدمات الكهربائية غير الطوعي مع التوقيع على طبيب مستقل لمرفق المريض، وليس هناك حاجة أمر قضائي أو محاميهم. ووفقا لتقرير الجراح العام على الصحة العقلية «، وكقاعدة عامة، يشترط القانون أن يتم منح تلك الالتماسات فقط حيث تعتبر المؤسسة موجه من العلاج بالصدمات الكهربائية والمنقذة للحياة محتملة، كما هو الحال بالنسبة لشخص في خطر شديد بسبب نقص تناول الطعام أو السوائل التي تسببها جامود.» ومع ذلك، هناك ثغرات القانونية التي تحبط الالتزام الصارم لهذا المبدأ. على سبيل المثال، تم إجبار مواطن أميركي على الخضوع لارادته ضد العلاج بالصدمات الكهربائية في عام 2009، على الرغم من أن حياته ليست في خطر. وفي هذا الفيديو 17 مارس 2009، والرجل، والدته، ودعاة، يتحدثون ضد إجباره العلاج بالصدمات الكهربائية. وصف الدول الفيديو ان «على الرغم من عدم اتهام ساندفورد، 54 عاما، بارتكاب أي جريمة، وقال انه تلقى أكثر من 40 طلقة من هذا القبيل على أساس الصدمات الخارجية حتى الآن -- حتى بعد مشاكله النفسية الأصلي قد هدأت منذ فترة طويلة وانه مرارا وتكرارا طلب الصدمات بالتوقف. وبالرغم من اعتراضات ساندفورد، والدته وأصدقائه، الوصي القانوني له في الخدمة الاجتماعية من اللوثرية MN (LSSMN) قد ذهبت إلى المحكمة ونجحت في التكليف استمرارا لهذا الإجراء.» المدن التوأم انديميديا يؤكد «مثل جميع الدول الأخرى الولايات المتحدة الأمريكية، ومينيسوتا [القانونية] ثغرات تسمح [في] مواطنين لتلقي الصدمات الكهربائية على رغبات تلك البلدان.»

### بريطانيا العظمى
حتى عام 2009 في انكلترا وويلز، وقانون الصحة العقلية 1983 يسمح باستخدام العلاج بالصدمات الكهربائية على المرضى المحتجزين أم لا لديهم القدرة على الموافقة على ذلك، طالما أن العلاج كان من المرجح أن تخفيف أو منع التدهور في حالة والمخول من قبل طبيب نفساني لوحة من قانون الصحة العقلية اللجنة. ومع ذلك، بعد التعديلات التي دخلت حيز التنفيذ في عام 2009، قد لا يكون العلاج بالصدمات الكهربائية التي تعطى للمريض الذي لديه القدرة على رفض الموافقة على ذلك، بغض النظر عن احتجازه بموجب هذا القانون، رغم أنه قد لا يزال يمكن إعطاء العلاج للمرضى واسع في حالات الطوارئ بموجب المادة 62 من القانون. إذا كان يعتقد أن علاج نفسي بحاجة ماسة للعلاج والتي قد تبدأ دورة من العلاج بالصدمات الكهربائية قبل الترخيص. وعولج نحو 2000 شخص سنويا في انكلترا وويلز دون موافقتهم تحت قانون الصحة العقلية. وفي اسكتلندا في الصحة العقلية (العناية والعلاج) (اسكتلندا) لسنة 2003 كما يعطي المرضى الذين يعانون من قدرة الحق في رفض العلاج بالصدمات الكهربائية.

## التاريخ
A psychotron، جهاز صدمات كهربائية لإدارة
في وقت مبكر من القرن 16، كانت تستخدم لإنتاج وكلاء المضبوطات لعلاج الحالات النفسية. في 1785، تم توثيقها في الاستخدام العلاجي للتحريض الحجز في المجلة الطبية لندن. وقدم العلاج المتشنجة في عام 1934 من قبل المجري neuropsychiatrist Meduna J. اديسلاس الذين يعتقدون خطأ أن مرض انفصام الشخصية والصرع واضطرابات معادية، والمضبوطات التي يسببها مع أول الكافور ثم في غضون ثلاث سنوات كان يستخدم العلاج المتشنجة metrazol في جميع أنحاء العالم. وفي عام 1937، عقد أول اجتماع دولي حول العلاج المتشنجة في سويسرا من قبل الطبيب النفسي السويسري مولر. ونشرت وقائع في الدورية الأمريكية للطب النفسي، وخلال ثلاث سنوات، كان يستخدم العلاج المتشنجة cardiazol في جميع أنحاء العالم. أستاذ طب الأعصاب الإيطالي أوغو Cerletti، الذي كان قد تم استخدام الصدمات الكهربائية لإنتاج المضبوطات في التجارب على الحيوانات، وزميله لوسيو بيني وضعت فكرة استخدام الكهرباء كبديل عن metrazol في العلاج المتشنجة، وفي عام 1937، وجربت للمرة الأولى على الشخص. شيروين نولاند باء، بعد أن ناقش المسألة مع المراقب عن كثب في 1970s، أعطى الوصف التالي لنتائج أول استخدام العلاج بالصدمات الكهربائية على الشخص:
«إنهم يعتقدون،» حسنا، سنحاول 55 فولت، واثنين من أعشار من الثانية، وهذا لن تفعل أي شيء فظيع بالنسبة له. «هكذا فعلوا ذلك [...]هذا الزميل -- تذكر، وقال انه لم يطرح حتى النوم -- بعد هذا التشنج الصرع الكبير الكبرى، جلس الحق، نظر في هذه الزملاء الثلاثة وقال:» ما هي اللعنة عليك المتسكعون تحاول أن تفعل؟ «كذلك، وكانوا سعداء لأنه يمكن أن يكون، لأنه لم يقل كلمة والعقلاني في أسابيع من المراقبة.»
العلاج بالصدمات الكهربائية العلاج metrazol الاستعاضة عنها قريبا في جميع أنحاء العالم لأنه أرخص وأقل وأكثر ملاءمة مخيفة. وتم ترشيح Cerletti وبيني ل جائزة نوبل للسلام لكنه لم يحصل أحد. بحلول عام 1940، تم إدخال الإجراء كل من انكلترا والولايات المتحدة. في ألمانيا والنمسا تمت ترقيته من قبل Meggendorfer فريدريش. من خلال 1940s و 1950s أصبح استخدام العلاج بالصدمات الكهربائية على نطاق واسع. العلاج بالصدمات الكهربائية هو الشكل الوحيد لل علاج الصدمة التي لازالت تؤدى الطب الحديث.
في 1940s في وقت مبكر، في محاولة للحد من اضطراب الذاكرة والارتباك المرتبطة مع العلاج، وأدخلت تعديلين: استخدام موضع القطب من جانب واحد واستبدال الحالي الجيبية مع نبضة قصيرة. استغرق الأمر سنوات عديدة وجيزة ونبض المعدات التي يتعين اعتمادها على نطاق واسع العلاج بالصدمات الكهربائية من جانب واحد لم يكن أبدا شعبية مع الأطباء النفسيين، ولا تزال تعطى فقط إلى أقلية من المرضى العلاج بالصدمات الكهربائية. في 1940s و 1950s في وقت مبكر وكان يعطى عادة في العلاج بالصدمات الكهربائية أسفرت «معدلة» النموذج، دون إرخاء العضلات، واستيلاء في التشنج واسعة النطاق. وكان من مضاعفات نادرة ولكنها خطيرة من العلاج بالصدمات الكهربائية معدلة كسر أو خلع في العظام الطويلة. في 1940 بدأ الأطباء النفسيين لهذه التجربة مع الكورار، وتشل العضلات السم أمريكا الجنوبية، من أجل تعديل التشنجات. إدخال الساكساميثونيوم بقيادة (سكسينيل كولين)، بديلا آمنا لالكورار الاصطناعية، في عام 1951 إلى استخدام أكثر من العلاج بالصدمات الكهربائية على نطاق واسع «تعديل». وتعطى عادة مخدر قصير المفعول، بالإضافة إلى ارتخاء العضلات وذلك لتجنيب المرضى شعور مرعب الاختناق التي يمكن أن يكونوا من ذوي الخبرة مع إرخاء العضلات.
أدى النمو المطرد للاستخدام مضادات الاكتئاب مع العلاج بالصدمات الكهربائية السلبية للتصوير في وسائل الإعلام إلى انخفاض ملحوظ في استخدام العلاج بالصدمات الكهربائية خلال 1950s إلى 1970s. كان الجراح العام صرح هناك مشاكل مع العلاج بالصدمات الكهربائية في السنوات الأولى قبل أن تعطى بشكل روتيني التخدير، وهذه الممارسات العتيقة الآن ساهمت في إعطاء صورة سلبية للالعلاج بالصدمات الكهربائية في وسائل الاعلام الشعبية. وصفت صحيفة نيويورك تايمز تصور الجمهور السلبية العلاج بالصدمات الكهربائية باعتبارها ناجمة أساسا عن فيلم واحد، «لممرضة الكبير في واحد طار فوق عش الوقواق، كان أداة من أدوات الإرهاب، وفي ذهن الجمهور العلاج بالصدمة احتفظت صورتها التي اهتزت منحها إياها رواية كين Kesey ل: الخطيرة واللاإنسانية ويبالغ».
في عام 1976، أظهر الدكتور Blatchley فعالية له ثابت، موجز نبض العلاج بالصدمات الكهربائية الحالية الجهاز. هذا الجهاز في نهاية المطاف إلى حد كبير محل في وقت سابق من الأجهزة بسبب انخفاض الآثار الجانبية المعرفي، وعلى الرغم من أن بعض العيادات العلاج بالصدمات الكهربائية في الولايات المتحدة لا تزال تستخدم شرط لا الموجة الأجهزة. وشهدت 1970 نشر أول تقرير الرابطة الأميركية للطب النفسي فرقة العمل المعنية العلاج بالصدمة الكهربائية (التي يجب أن تتبعها المزيد من التقارير في عامي 1990 و 2001). وأيد تقرير لاستخدام العلاج بالصدمات الكهربائية في علاج الاكتئاب. وشهد العقد الماضي أيضا انتقادات من العلاج بالصدمات الكهربائية. وعلى وجه التحديد النقاد وأشار إلى أوجه القصور، مثل الآثار الجانبية لاحظت، فإن الإجراء تستخدم كشكل من أشكال الاعتداء الجنسي، والتباين في تطبيق العلاج بالصدمات الكهربائية. ورفض استخدام العلاج بالصدمات الكهربائية حتى 1980، «عندما بدأ استخدام لزيادة الوعي وسط تزايد فوائدها وفعاليتها من حيث التكلفة لعلاج الاكتئاب الحاد». وفي عام 1985 في المعهد الوطني للصحة العقلية والمعاهد الوطنية للصحة عقد الإجماع وكان مؤتمر التنمية على العلاج بالصدمات الكهربائية، وخلص إلى أنه في حين كان العلاج بالصدمات الكهربائية الأكثر إثارة للجدل في مجال الطب النفسي وكان كبير من الآثار الجانبية، وقد تبين أن تكون فعالة لمجموعة ضيقة من اضطرابات نفسية حادة.
يرجع ذلك إلى رد فعل عنيف لوحظ سابقا، والمؤسسات الوطنية استعراض الممارسات الماضية ووضع معايير جديدة. في عام 1978، أصدرت الجمعية الأميركية للطب النفسي في أول تقرير فرقة العمل التي قدمت معايير جديدة للموافقة، وأوصى استخدام موضع القطب من جانب واحد. وأكد توافق NIMH 1985 المؤتمر الدور العلاجي للالعلاج بالصدمات الكهربائية في ظروف معينة. أصدرت الجمعية الأميركية للطب النفسي في قوة العمل في عام 1990 التقرير الثاني حيث تم توثيق تفاصيل محددة بشأن التسليم، والتعليم، والتدريب من العلاج بالصدمات الكهربائية. أخيرا في عام 2001 أصدرت الجمعية الأميركية للطب النفسي قوتها أحدث تقرير المهمة. هذا التقرير يؤكد على أهمية الموافقة المسبقة، والدور الموسع أن الإجراء يملك في الطب الحديث.

## تجربة المريض
العلاج بالصدمات الكهربائية في تقرير فريق العمل APA المبادئ التوجيهية النتائج أن معظم المرضى يجدون العلاج بالصدمات الكهربائية ليس أسوأ من الذهاب إلى طبيب الأسنان، ووجد الكثير من اقل وطأة من طبيب الأسنان. انهم التقرير أن الأبحاث الأخرى يرى أن معظم المرضى الذين سيتلقون العلاج بالصدمات الكهربائية طوعا مرة أخرى إذا لزم الأمر.
نيس المبادئ التوجيهية ECT التقرير أن بعض الأفراد ينظر إلى العلاج بالصدمات الكهربائية قد تم علاج مفيد والمنقذة للحياة، بينما ذكرت مشاعر الخزي والرعب والشدة، ووجد أنها مضرة بشكل إيجابي وغزوا المسيئة الاستقلالية الذاتية الشخصية، وخصوصا عندما تدار من دون موافقتهم.

## تصوير الإيجابية الفردية
كيتي دوكاكيس، زوجة السياسي مايكل دوكاكيس، والتقارير في مجلة نيوزويك المادة آثار إيجابية في معظمها من العلاج بالصدمة الكهربائية، ويعتبر فقدان الذاكرة باعتباره سعرا مقبولا لدفع ثمن تخفيف من الاكتئاب.
بالنسبة لي، ومشاكل الذاكرة هي حقيقية ولكن يمكن التحكم فيها. فقدت أشياء يأتون عادة إلى الوراء. ذكريات أخرى أنا أفضل أن تخسر، بما فيها تلك التي حول الاكتئاب كنت المعاناة. ولكن هناك بعض الذكريات من الاجتماعات التي حضرتها، بيوت الناس زرتها، أنني لا تريد أن تخسر ولكن لا أستطيع مساعدته. أنها تنطوي عموما الامور فعلت قبل اسبوعين وبعد اسبوعين من العلاج بالصدمات الكهربائية. غالبا ما يتم محو مجرد أنهم من أصل.... لقد تعلمت طرق للتعويض جزئيا عن الخسارة مهما كنت لا تزال تواجه. أعطي الكلمة جيني أختي، مايكل وأطفالي، وطلب عدد ما بيتسي ابنة بلدي في الهاتف، ما فعلناه بالأمس وما نحن نخطط للقيام غدا. أعتذر قبل يسأل. أتساءل متى أنهم ذاهبون إلى نفاد الصبر مع «كيتي كيتي الحاضر». أنا أكره ذكريات الخسارة، وهو ما يعني فقدان السيطرة على الماضي وعقلي، ولكن السيطرة ECT يعطيني أكثر من الاكتئاب بلدي تعطيل يستحق هذه التكلفة طفيفة نسبيا. انها مجرد.
الطبيب النفساني الأميركي مانينغ مارثا 'ق السيرة الذاتية التيارات ويعترف الجانب السلبي للعلاج: «شعرت وكأني كنت قد أصبت من قبل شاحنة لفترة من الوقت، لكن ذلك كان، نسبيا، وليس سيئا للغاية»، فضلا عن الاتجاه الصعودي: «وبعد ذلك، فكرت، هل الناس العاديين يشعرون بهذه الطريقة في كل وقت ومن وكأنك لم تكن في يوم مزحة كبيرة طوال حياتك؟».
في كتابه السيرة الذاتية Electroboy، الكاتب الأمريكي اندي بيرمان يصف العلاج بالصدمات الكهربائية التي تمر كعلاج للاضطراب ثنائي القطب، بينما قيد الاعتقال منزل: «أستيقظ ثلاثين دقيقة في وقت لاحق، وأعتقد أنني في أحد الفنادق في أكابولكو رأسي تشعر كما لو كنت للتو. اسقاط مارغريتا المجمدة بسرعة كبيرة جدا. فكي بلدي وآلام الأطراف. ولكنني كنت معجبا.»
وذكرت كيرتس هارتمان، وهو محام في ولاية ماساشوستس الغربية،: «العلاج بالصدمات الكهربائية، وعلاج للاكتئاب الملاذ الأخير، شديدة المنهكة، هو كل ما عملت من أي وقت مضى بالنسبة لي توقظ حوالي 20 دقيقة في وقت لاحق، وعلى الرغم من أنني لا يزال يترنح مع التخدير. ذهب الكثير من الاكتئاب الجهنمية، وهو المرض الذي بالنسبة لي، حرفيا يسرق لي من نفسي للمرض الذي ينفذ لي ثم يدفعني إلى الوقوف وتطل على جثة بلدي. والعلاج بالصدمات الكهربائية وأبقى في بلدي الوحش الخليج، أملي سليمة».
بيفرلي Callard هي الممثلة البريطانية، واشتهر عن دورها كما ليز ماكدونالدز في شارع التتويج. في سيرتها الذاتية التي نشرت مؤخرا بعنوان «مفصول»، تصف تجربتها مع العلاج بالصدمات الكهربائية لعلاج الاكتئاب الحاد، مشيرا إلى أن العلاج كان مسؤولا جزئيا عن شفائها.

### تصوير وخيمة وطويلة الأجل، وفقدان الذاكرة الدائمة
إرنست همنغواي، الكاتب الأميركي، انتحر بعد وقت قصير من العلاج بالصدمات الكهربائية في مستشفى مايو كلينيك في عام 1961. ويقال انه قد قال لكاتب سيرته الذاتية: «حسنا، ما هو الشعور تخريب رأسي ومحو ذاكرتي، والتي هي عاصمة بلادي، ووضع لي من الأعمال؟ كان علاجا رائعا لكننا فقدنا المريض....»
في القصيدة، والرجل المشنوق، عن طريق سيلفيا بلاث يوصف العلاج بالصدمات الكهربائية:
من جذور شعري حصلت على بعض إله عقد لي.
كنت في sizzled فولت له زرقاء مثل نبي الصحراء.
قطعت الليالي بعيدا عن الأنظار مثل جفن سحلية:
عالم من أيام الأبيض أصلع في مأخذ shadeless.
دبس والملل نسراني لي في هذه الشجرة.
لو كان لي، وقال انه فعل ما فعلته.
في رسالة إلى المحرر التي نشرت في صحيفة واشنطن بوست في ديسمبر كانون الأول عام 2000، كتب مسجلة ممرضة باربرا جيم كودي أنه تم تغيير حياتها إلى الأبد من قبل النظام الأوروبي الخارجية انها تلقت 13 في عام 1983. كتبت، «الصدمة» العلاج «كليا وبشكل دائم تعطيل لي التحقق من أضرار واسعة النطاق لم الصدمة لذهني ومحوها ببساطة خمسة عشر إلى 20 سنة من حياتي ؛... بت وقطع صغيرة فقط عادوا ولم يبق لي أيضا مع قصيرة الأجل ضعف الذاكرة والعجز المعرفي خطيرة....» العلاج«صدمة استغرق ماضي، دراستي الجامعية، قدراتي الموسيقية، حتى مع العلم بأن أولادي كانوا، في الواقع، وأولادي، وأطالب ECT اغتصاب الروح.» [ 130 ]
وبالمثل، الكاتب Johnanton Cott المطالبات التي فقدت 15 عاما تماما من الذاكرة في البحر في الذاكرة: رحلة النسيان لتذكر من على الرغم من المرضى السابقين بعد أن ذكرت المدمر وفقدان الذاكرة وضعف الإدراك دائمة منذ كان أول من ابتكر العلاج بالصدمات الكهربائية، لم يأت في الدعوى الأولى لفقدان الذاكرة العلاج بالصدمات الكهربائية، مارلين رايس ضد جون نارديني، حتى عام 1975 ؛ عشرات الدعاوى اتباعها. في حين كان هناك بعض المستوطنات، بما في ذلك واحدة لنصف مليون دولار، لم يكن المريض السابق فاز الحال حتى عام 2005. في دعوى محكمة جنوب كارولينا 2005، أصبح بيغي S. Salters الناجي ECT أول لاعب يفوز على حكم هيئة المحلفين والتعويض. دعوى قضائية ضد السيدة Salters بالميتو المعمدان المركز الطبي في جامعة كولومبيا، وكذلك الأطباء الثلاثة المسؤولة عن رعايتها لدورة مكثفة من العلاج بالصدمات الكهربائية الخارجية أنها تلقت في عام 2000، عن عمر يناهز 55 سنة، التي تسببت في خسارة لها كل ذكريات بعد 30 عاما من حياتها، بما في ذلك جميع ذكريات زوجها من ثلاثة عقود، ثم المتوفى، ومولود من أطفالها الثلاثة. محتجزة على درجة الماجستير في العلوم في التمريض، وقبل العلاج بالصدمات الكهربائية، ومهنة طالما ممرضة نفسية، ولكن، نتيجة للالعلاج بالصدمات الكهربائية، فقد علمها في مهارات التمريض، وكان غير قادر على العودة إلى العمل. منحت لجنة التحكيم Salters 635177 $ تعويضا عن عدم قدرتها على العمل. وأيدت الحكم على الطعن في رأي لم ينشر.

### حسابات تضاؤل المعرفية شديدة
ليز Spikol، محرر بارز في المساهمة أسبوعي فيلادلفيا وكتب لها من العلاج بالصدمات الكهربائية في عام 1996، «لم تكن فقط غير فعالة العلاج بالصدمات الكهربائية، انه يضر بشكل لا يصدق لعمل بلدي الذاكرة المعرفية ولكن في بعض الأحيان انه من الصعب ان يكون واثقا من نفسك عند الجميع» ذات مصداقية «-- العلماء ومستندات العلاج بالصدمات الكهربائية، والباحثين -- وأقول لك هذا الواقع ليست حقيقية. كم عدد المرات التي كنت قد قيل فقدان ذاكرتي لم يكن بسبب العلاج بالصدمات الكهربائية ولكن للاكتئاب؟ كم مرة قيل لي أنه، مثل الكثير من المستهلكين الأخرى، لا بد لي من أن إدراك هذا غير صحيح؟ كم من المرات الناس وقال لي أنه في غير محله ومشاعري من الصدمات المتصلة العلاج بالصدمات الكهربائية وغير عادية؟ إنها كما لو أنني تعرضت للاغتصاب والذين ظلوا يقولون لي لا تنزعجي، أنه ليس بهذا السوء.»
[ تحرير ] مشاكل غير الطوعي أو غيرها في إدارة العلاج بالصدمات الكهربائية
في عام 2007، ألغى القاضي أمر من المحكمة لمدة سنتين من العمر الذي سمح للغير الطوعي الكهربائية د. سيموني، وهو مريض نفسي في مركز للطب النفسي Creedmoor في ولاية نيويورك. على الرغم من أن تحدث فقط سيموني الأسبانية، وقالت انها تلقت نادرا الوصول للموظفين يجيدون لغتها. 200 سيمون سبق للصدمات الكهربائية. ومع ذلك، أبلغت أنها قالت إنها لا ترغب في المزيد من الصدمات الكهربائية. وقال سيموني «الأسباب الكهربائية مزيد من الألم. أعاني أكثر من علاج الصدمة!»
في عام 2008، وديفيد Tarloff، والمريض النفسي الذي تلقى الصدمات الكهربائية والاعتداء two المعالجين في مدينة نيويورك. جرح Tarloff one المعالج وقتل الآخر. كان واحدا من المعالجين Shinbach كينت، وهو طبيب نفسي الذي كان له مصلحة في العلاج بالصدمة الكهربائية. «إنه ليس من الواضح ما إذا كان الدكتور Shinbach لعب أي دور في العلاج بالصدمة السيد Tarloff ل». ومع ذلك، قال للمحققين إن Tarloff Shinbach أعطت Tarloff العلاج النفسي في مركز الطب النفسي في البداية في عام 1991.
أوصاف أخرى
في مقابلة مع هيوستن كرونيكل في عام 1996، ميليسا هوليداي، وهو خارج السابقة على Baywatch ونموذجا ل بلاي بوي ذكرت أنها تلقت العلاج بالصدمات الكهربائية في عام 1995، «دمر حياتها». ذهبت إلى القول: «لقد تم من خلال عملية اغتصاب، والعلاج بالصدمات الكهربائية هو أسوأ، وإذا لم تكن قد مرت عليه، لا أستطيع أن أفسر ذلك.»

### النظرة العامة والإعلام
والاستبيان من 379 أفراد من الجمهور العام في أستراليا أشارت إلى أن أكثر من 60% من المستطلعين لديهم بعض المعرفة حول الجوانب الرئيسية من العلاج بالصدمات الكهربائية. وعارض المشاركون عموما على استخدام العلاج بالصدمات الكهربائية على الأفراد من الاكتئاب مع القضايا النفسية والاجتماعية، على الأطفال، وعلى المرضى غير الطوعي. تم العثور على تصورات الجمهور العلاج بالصدمات الكهربائية لتكون سلبية في المقام الأول.

### في السينما والأدب والتلفزيون
وقد صورت العلاج بالصدمة الكهربائية في الخيال، وتعمل على أساس التجارب الحقيقية. وتشمل هذه الحفرة الأفعى، نقلة نوعية (مسلسل تلفزيوني)، فرانسيس، قداس لحلم، ورواية واحد طار فوق عش الوقواق التي Kesey كين وكذلك الفيلم المأخوذ، مكان ميلروز، وتصريف الأعمال، وأفضل للشباب، في البيت ؛ وجرة بيل بواسطة سيلفيا بلاث، تلميع، إصدار فيلم فتاة، توقف، Insanitarium، استبدل، كايو! مانهاتن، إلى جانب عادي، العودة إلى أوز، الممارسة الخاصة، الشبح الهامس، من بعدها، ورواية زين والصيانة فن الدراجات النارية، «عقل جميل»، هيلين، أوز، و«وولفمان (2010 فيلم)».